# جون غريفيثز (موسيقي)
جون غريفيثز (بالإنجليزية: John Griffiths)‏ هو موسيقي أسترالي، ولد في 2 ديسمبر 1952.